# Jean III de Brabant
Pour les articles homonymes, voir Jean III.
Jean III de Brabant, né en 1300, mort à Bruxelles le 5 décembre 1355, est duc de Brabant et de Limbourg de 1312 à 1355. Il est le fils de Jean II, duc de Brabant et de Limbourg, et de la princesse Marguerite d'Angleterre.

## Biographie
Il naît en 1300, avant le mois de novembre, puisqu'un page reçoit le 8 novembre 1300 une somme d'argent pour avoir apporté à la famille royale anglaise la nouvelle de la naissance du fils premier-né de la duchesse Marguerite.

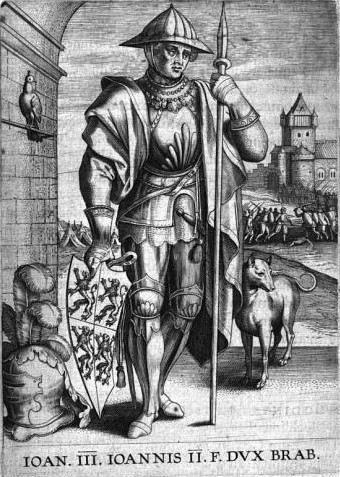
Représentation de Jean III de Brabant au XVIIe siècle, Ducum Brabantiae chronica.

Le début de son règne est troublé par le mécontentement, dû au fait que les biens de Brabançons à l'étranger sont saisis à cause des dettes des ducs Jean Ier et Jean II, et d'autre part au fait que les conseillers du jeune ne respectent pas la Charte de Cortenbergh. En échange du respect de la Charte, de la mise sous curatelle des finances ducales et de nouveaux privilèges envers les villes brabançonnes, ces dernières acceptent de payer les dettes du duc.
Il se brouille ensuite avec le roi de France, qui voulait isoler commercialement la Flandre, ce qui allait à l'encontre des intérêts économiques du Brabant. En 1315, il aide Adolphe de La Marck, évêque de Liège à lutter contre ses sujets révoltés. Durant les décennies qui suivent, il combat plusieurs des seigneurs voisins. Par exemple, dans son conflit avec Reinoud van Valkenburg, il participe au siège de Sittard en 1318.
Au début de la guerre de Cent Ans, il se range aux côtés de l'Angleterre et accompagne Édouard III dans ses expéditions. En représailles, Philippe VI de Valois fait saisir les biens des Brabançons en France, et les bourgeois de Bruxelles se révoltent alors contre leur duc. Jean III intervient énergiquement et fait décapiter un meneur. À partir de 1340, il s'éloigne de l'alliance anglaise, préférant s'allier à la France et mariant ses filles à des alliés du royaume de France: le duc de Luxembourg, le comte de Flandre et le duc de Gueldre.
En 1348, selon la légende, Jean III reçoit avec les arbalétriers du Sablon de Bruxelles l'arrivée miraculeuse de Béatrice Soetkens, qui ramène d'Anvers une statue de la Vierge sur l'ordre de cette dernière.
Jean III est inhumé dans un mausolée au milieu du chœur de l'église de l'abbaye cistercienne de Villers-en-Brabant.

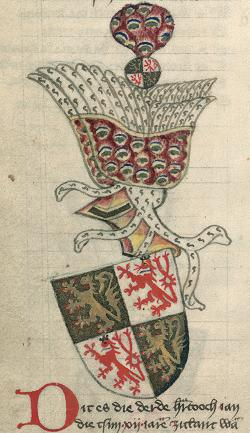
Armoiries de Jean de Brabant dans la Petite Chronique du Brabant (XIVe siècle).

## Mariage et enfants

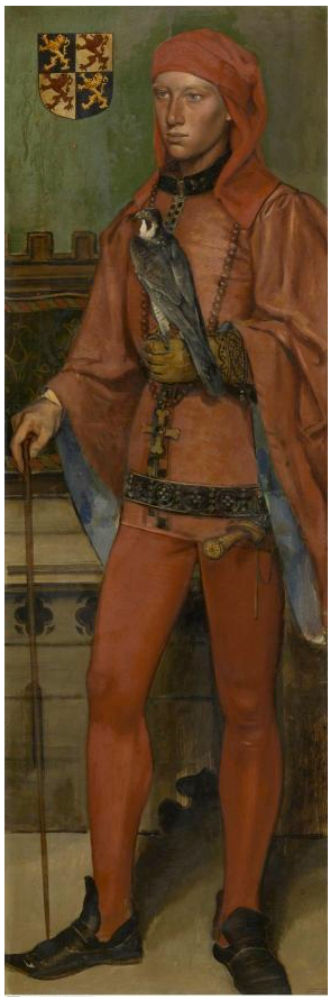
Jean III, Duc de Brabant, 1326, Henri Leys, Musée royal des Beaux-Arts d'Anvers, XIXe siècle.

Il épouse en 1311 Marie d'Évreux († 1335), fille de Louis, comte d'Évreux et de Marguerite d'Artois. Ils ont :
- Jean, duc de Limbourg, décédé en 1335 ;
- Henri, seigneur de Malines, puis duc de Limbourg (à la mort de son frère Jean), fiancé en 1347 avec Jeanne, fille du futur roi de France Jean II le Bon[4]; décédé le 29 novembre 1349 ;
- Godefroy, seigneur d'Aerschot, puis seigneur de Malines et duc de Limbourg (à la mort de son frère Henri), décédé en 1352 ;
- Jeanne (1322 † 1406), duchesse de Brabant et de Limbourg (à la mort de son frère Godefroy), mariée en 1334 à Guillaume II d'Avesnes (1307 † 1345), comte de Hainaut et de Hollande, puis en 1352 avec Venceslas Ier de Bohême (1337 † 1383), duc de Luxembourg ;
- Marguerite (1323 † 1380), mariée en 1347 à Louis II de Male (1330 † 1384), comte de Flandre ;
- Marie (1325 † 1399), mariée en 1347 à Renaud III (1333 † 1371), duc de Gueldre.

Il laisse également de nombreux enfants illégitimes dont Jean Brant de Brabant et Jean van Veen.